# Wie eine Träne im Ozean (Film)
Wie eine Träne im Ozean ist eine zum Jahresbeginn 1970 erstmals ausgestrahlte, über fünfstündige deutsche Fernsehproduktion von Fritz Umgelter mit Martin Lüttge in der Hauptrolle. Es handelt sich dabei um „eine auf die Jahre 1931 bis 1934 konzentrierte, dreiteilige Filmversion des Romans von Manès Sperber“, mit dem dieser seine Erfahrungen als einst überzeugter Jungkommunist verarbeitete.

## Handlung
Im Zentrum des gesamten Geschehens aller drei Teile steht der deutsche Kommunist Josmar Goeben.

### Nutzlose Reise
Im Jahr 1931 reist der junge Mann im Auftrag Dr. Fabers von der KPD nach Jugoslawien, einem Land, in dem ein autoritäres Regime fest die Zügel in der Hand hält und unter der Arbeiterschaft wütet. Goeben soll vor Ort die Situation der illegalen und von internen Rivalitäten zerrissenen kommunistischen Partei – insbesondere die beiden Widersacher Andrej und Karel verhalten sich konfrontativ – in Augenschein nehmen, um Faber nach der Rückkehr von der dortigen Lage zu berichten. Erschwerend hinzu kommt das allgegenwärtige Problem eines tief nationalistischen Gegensatzes von Kroaten und Serben. Vor Ort muss Goeben mit ansehen, wie der Widerstand der jugoslawischen Arbeiterschaft zu einem ebenso sinn- wie chancenlosen Proletarieraufstand führt, den der semifaschistoide Polizeiapparat blutig niederschlägt. Der deprimierende Trip nach Jugoslawien ist für ihn zu einer, wie der Titel dieser ersten Episode verheißt, „nutzlosen Reise“ geworden.

### Abfall
Wieder daheim in Deutschland, übernehmen im Januar 1933 die Nationalsozialisten, die ärgsten Feinde der Kommunisten, die Macht. Politische Opposition ist nur noch im Untergrund möglich, die innerparteilichen Ränkespiele, die sich schon vor 1933 abzeichneten, und eine bedingungslose Moskau-Hörigkeit, die sich mehr und mehr als hinderlich für die deutsche KP im Kampf gegen Adolf Hitler erweist, beginnen bei Groeben angesichts der Jugoslawien-Erfahrungen Fragen aufzuwerfen und bisherige Positionen in Zweifel zu ziehen. In den Reihen der nunmehr verbotenen KPD herrscht bald Verrat, viele fallen der Moskauer Parteilinie zum Opfer. Der Alt-Kommunist Herbert Soennecke, ein Revolutionär der ersten Stunde, avanciert in der Untergrundarbeit zu Goebens Mentor. Doch seine anerzogene Gläubigkeit an die Notwendigkeit von Parteidisziplin und Unterwerfung gegenüber den Befehlen von der sowjetischen KPdSU lassen den Alten zwischen die Mühlsteine der Parteibürokratie geraten und werfen bei dem deutlich jüngeren Goeben mehr und mehr Fragen auf.

### Niederlage
In Wien zum Jahresbeginn 1934 herrscht der österreichische Bundeskanzler Engelbert Dollfuß, der im Sommer desselben Jahres von einem einheimischen Nationalsozialisten ermordet werden wird, mit eiserner Hand. Schon zuvor waren Sozialdemokraten und Kommunisten unter dem erzreaktionären Dollfuß, der das Land seit März 1933 nahezu diktatorisch regiert, zahlreichen Drangsalierungen ausgesetzt. Doch österreichische Sozialdemokraten zeigen Gegenwehr, die Arbeiterschaft will das Land den Ständestaatsvertretern oder gar den Austro-Faschisten nicht kampflos überlassen. In der Hauptstadt treffen Goeben und sein alter Gefährte Dr. Faber auf den Historiker Professor von Stetten, der sich bisher allen revolutionären Umwälzungen widersetzt hatte. Der alte Liberale ist in den Besitz einer Liquidationsliste von KPÖ-Mitgliedern gekommen, die er seinem austrofaschistischen Sohn Walter abgenommen hat. Im Februar 1934 kommt es schließlich zum Arbeiteraufstand, der sich beinah zu einem handfesten Bürgerkrieg ausweitet. Doch abermals, wie schon in Jugoslawien und Berlin, steht die Doktrin vom Gleichschaltungsprinzip durch die Sowjet-KP einer geeinten und damit wirksamen Opposition entgegen. Goeben, Faber und der Wiener Professor geraten in den Strudel der Ereignisse, denen sie nicht mehr entrinnen können und zur „Niederlage“ wird, wie der Titel dieser finalen Episode verkündet.

## Produktionsnotizen
Wie eine Träne im Ozean, eine aufwändige und mit einer großen Anzahl an Schauspielern besetzte WDR-Produktion in Zusammenarbeit mit dem ORF, entstand 1969 überwiegend in den Bavaria-Ateliers von Geiselgasteig bei München. Der erste Teil unter dem Titel „Nutzlose Reise“ wurde am 4. Januar um 20 Uhr 15 in der ARD ausgestrahlt. Der zweite Teil mit dem Titel „Abfall“ folgte exakt eine Woche darauf um 21 Uhr 30. Die Trilogie endete mit dem Film „Niederlage“, der am Sonntag, den 18. Januar 1970, erneut um 20 Uhr 15 ausgestrahlt wurde.
Manfred Kercher übernahm die Produktionsleitung. Die Bavaria-Filmarchitekten Rolf Zehetbauer, Herbert Strabel und Werner Achmann gestalteten die Bauten.

## Kritiken
In der Hörzu hieß es zum ersten Teil, Fritz Umgelters Regie erziele den „Umgelter-Effekt“. Sie erzähle „breit und trotzdem erregend“. „Selbst aus Partei-Chinesisch“ würden „Funken geschlagen“. Als Fazit zu allen drei Teilen des Fernsehspiels ist in derselben Programmzeitschrift zu lesen: „Wolfgang Mühlbauer … gruppierte und konzentrierte die Spannungsmomente, Philosophie und Abenteuer kamen gleichermaßen zur Geltung.“ Gelobt wurde in der Kritik ebenso die schauspielerisch Leistung von Martin Lüttge, der als deutscher Jungkommunist Goeben, dem 'Held' der Trilogie, sich endgültig in die erste Reihe gespielt habe. Das Berlin der Jahre 1932/33 war der Schauplatz der Folge „Abfall“, die von Helmut Pigge verfasst wurde. Kritisiert wurde in der Hörzu-Rezension, dass die innere Dramatik hierbei oft durch Krimi-Elemente überspielt werde, was zwar die Spannung erhöhe, aber auf Kosten des Gedanklichen gehe. Für „Niederlage“ zeichnete Oliver Storz verantwortlich. Die Hörzu schrieb zu diesem Teil, gezeigt werde hier „das Spiel auf zwei Ebenen: der Wiener Arbeiteraufstand 1934 und die Auseinandersetzungen des liberalen Historikers Stetten (Guido Wieland gestalte ihn subtil und verhalten) mit dem Kommunisten Dr. Faber“, der von Günter Mack „nuanciert“ dargestellt werde. Ferner hieß es, Fritz Umgelter habe „die Mammutaufgabe, das drei Abende füllende Denkspiel zu inszenieren“, hat „mit Bravour“ gelöst. „Tempo, Dichte und Eindringlichkeit der Szenen“ würden faszinieren.
Wiens Arbeiterzeitung urteilte anlässlich der ORF-Ausstrahlung folgende Einschätzung, dass die Trilogie vom ersten zum dritten Teil „eine grundlegende stilistische Wandlung“ durchgemacht habe. Begonnen habe sie „als Politkrimi“, geendet sei sie „als wenig dynamische, akademische Präsentation von Argumenten“, „als keineswegs idealistische Installation eines Unhelden, des liberalen Professors Stetten, der zwischen den Fronten“ stehe. Stetten sei „die Symbolfigur für die zerrissene, hilflose Rolle der Liberalen“. Von Wieland überaus stark gespielt sei er wohl „ein positiver Held“, aber „kein idealistischer“. Der Skeptiker Sperber verweigere sich „die Darstellung einer allein gültigen und alleinseligmachenden Ideologie“.
Der Rezensent auf zauberspiegel-online.de meinte, dass vor allem der erste Teil von „Wie eine Träne im Ozean“ recht „sperrig“ geraten sei, was durch Fritz Umgelters „eher träge Inszenierung“ noch verstärkt werde. Mit der Verlagerung nach Deutschland komme deutlich mehr Spannung in die Geschichte, zumal man dann die Ereignisse und unterschiedlichen Überzeugungen besser zuordnen könne. Auch der dritte Teil in Wien beleuchte „einen eher unbekannten Aspekt vor der endgültigen Machtübernahme der Nazis“ und seit aufgrund von Guido Wielands „packendem Spiel“ sehenswert.